# السعدون (شارع)

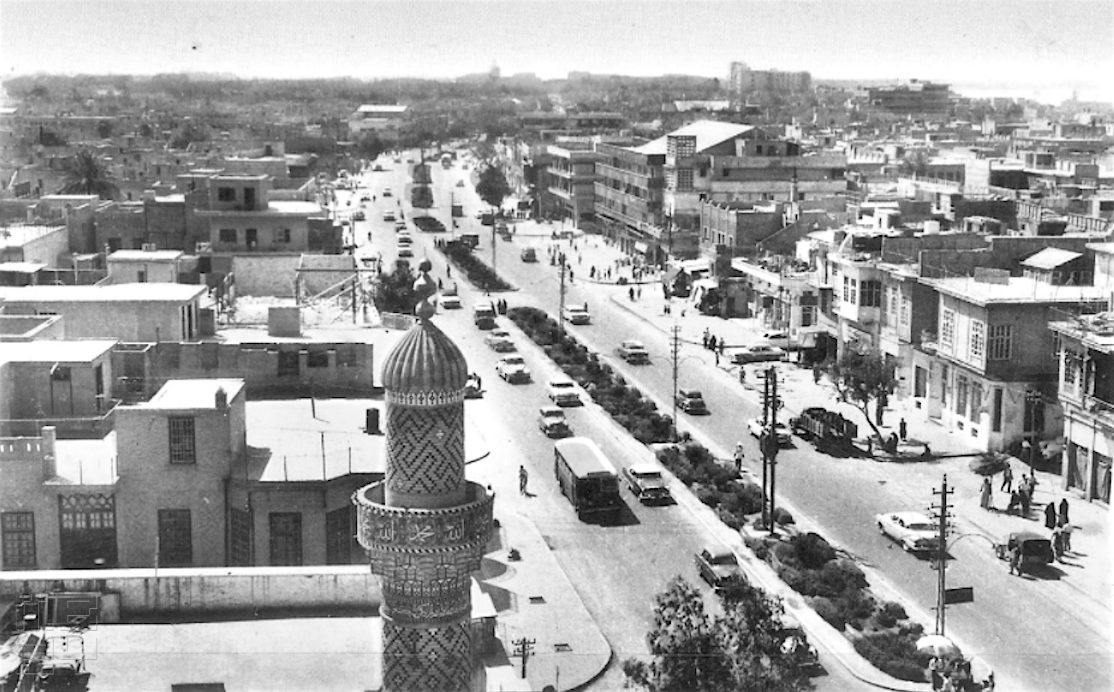
شارع السعدون في الخمسينات.

شارع السعدون هو أحد شوارع بغداد في العراق التي تسمى المنطقة حوله بنفس الاسم. يقع على جانب الرصافة من بغداد.
يعد شارع السعدون أحد الشوارع الرئيسية ومركزا مهما وحيويا للعاصمة بغداد لما يحويه من عيادات لأشهر الأطباء في العراق، ومكاتب السفر المتعددة، والفنادق فضلا عن دور المكتبات الشهيرة. يمتد شارع السعدون من الباب الشرقي (ساحة التحرير) حتى ساحة الفتح في الكرادة الشرقية بطول ثلاثة كيلومترات ونصف.
استعار الشارع اسمه من عبد المحسن السعدون، رئيس الوزراء السابق الذي توفي في ظروف غامضة في 1929 وفي وسط الشارع تمثال من الرصاص لعبد المحسن.
فتحت حكومة البعث في فترة حكم صدام حسين أول مركز أنترنت للعامة فيه.

## تاريخ الشارع
كان الشارع في بدايته عبارة عن ممر يربط بين مناطق متعددة يمتد من البتاوين إلى شارع أبو نواس ويضم بقايا بساتين ومزارع صغيرة محلية حتى النصف الأول من القرن العشرين. كان يضم بستان مامو وبستان الخس (ساحة النصر حاليا) ومناطق الأورفلية وكرد الباشا وعكد الخناق ولم يكن يحتوي على دور سكنية أو بنايات تجارية ولكنه كان يمر بجانب القصر الأبيض الذي كان مقر الملك في بغداد.
بدأ تطوير هذا الشارع في الثلاثينيات من القرن العشرين ومعظم البيوت والمباني فيه تعود إلى النصف الأول من القرن في الأربعينيات والخمسينيات. تقع فيه أقدم السينمات في بغداد مثل سينما السندباد وسينما النصر بالإضافة إلى الفنادق المهمة في بغداد في حينها ولا سيما فندق بغداد كما أنه عرف بشارع الأطباء حيث أن أشهر أطباء بغداد في القرن العشرين كانت عياداتهم الخاصة فيه.
في بدايته كان من أرقى الشوارع وكانت منطقة البتاويين ومنطقة القصر الأبيض من أرقى المناطق السكنية في بغداد، في العقود التي تلت وبعد تحوله إلى شارع تجاري رئيسي بدأت العوائل ذات الدخل العالي بالانتقال إلى مناطق أكثر هدوءا وتحولت البتاويين والقصر الأبيض إلى مناطق أقل رقيا وبدأ يسكنها بعض العمال وذوي الدخل المحدود.

## بعد الاحتلال الأمريكي 2003
بعد التحرير مباشرة حاول مجرمون سرقة تمثال عبد المحسن باشا السعدون إلا أن المحاولة فشلت وأستعيد التمثال. من الرصاص الذي صنع منه التمثال.(لم يستعد التمثال وانما وضعوا واحداً جديدا بدلا منه والدليل حجم التمثال الجديد صغير جدا مقارنة بما كان موجود في السابق)